# Jens Stryger Larsen
Jens Stryger Larsen (* 21. února 1991 Sakskøbing) je dánský profesionální fotbalista, který hraje na pozici pravého obránce či záložníka za turecký klub Trabzonspor a za dánský národní tým.

## Klubová kariéra
Působil v klubech Brøndby Kodaň (2009–2013), FC Nordsjælland (2013–2014), Austria Vídeň (2014–2017) a Udinese Calcio (od 2017).

## Reprezentační kariéra
S dánskou reprezentací získal bronzovou medaili na mistrovství Evropy v Anglii roku 2021. Zúčastnil se i mistrovství světa v Rusku roku 2018. Za národní tým nastupuje od roku 2016, odehrál za něj 47 utkání a vstřelil dvě branky (k 7. září 2021). Branky vstřelil v přátelském utkání s Lichtenštejnskem (2016) a v kvalifikaci na mistrovství světa 2022 do sítě Moldavska.